# Slowdown (Geräusch)

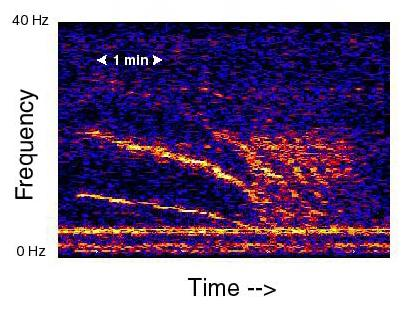
Spektrogramm des Slow Down

Als Slowdown bzw. Slow Down wird ein Geräusch bezeichnet, das am 19. Mai 1997 durch Hydrophone im Pazifischen Ozean registriert und aufgenommen wurde. Die Ursache dieses Geräuschs ist bisher unbekannt, der Ort der Entstehung wird im Bereich von 15° S, 115° W vermutet.
Das Geräusch wurde bisher erst einmal von der National Oceanic and Atmospheric Administration (NOAA) mit Hilfe des Equatorial Pacific Ocean autonomous hydrophone array der U.S. Navy registriert. Dabei erreichte es eine derartige Lautstärke, dass es im Umkreis von 2.000 km detektiert werden konnte. Die NOAA vermutet als Ursache des Geräuschs die Kollision eines großen Eisbergs mit dem Meeresgrund. Die Geräusche sind noch mehrfach in den Folgejahren registriert worden.